# Seznam řeckých princezen sňatkem

Erb krále Helénů

Toto je seznam řeckých princezen, které titul získaly sňatkem, od nastoupení Geórgia I. na trůn Řeckého království v roce 1863. Ženy držící titul princezny jsou obvykle oslovovány jako „Její královská Výsost“ (JkV).
Alžběta II., Marína Kárella a Irina Alexandrovna Ovtčinniková, přestože splňují většinu požadavků, nejsou klasifikované jako řecké princezny, protože princ Fílippos, manžel Alžběty II., se vzdal svých řeckých (a dánských) titulů, princ Michaíll měl morganatický sňatek a princ Pétros po svatbě ztratil svá nástupnická práva.

## Seznam řeckých princezen sňatkem od roku 1863
| Portrét | Jméno                                    | Řecké jméno | Narození | Smrt | Sňatek                     | Manžel                   |
| ------- | ---------------------------------------- | ----------- | -------- | ---- | -------------------------- | ------------------------ |
|         | Princezna Sofie Pruská                   | Sofía       | 1870     | 1932 | 27. října 1889             | Korunní princ Konstantin |
|         | Princezna Marie Bonaparte                | María       | 1882     | 1962 | 21. listopadu 1907         | Princ Jiří               |
|         | Velkovévodkyně Jelena Vladimirovna Ruská | Eléni       | 1882     | 1957 | 29. srpna 1902             | Princ Mikuláš            |
|         | Princezna Alice z Battenbergu            | Alíki       | 1885     | 1969 | 6. října 1903              | Princ Ondřej             |
|         | Nancy Stewart                            | Anastasía   | 1873     | 1923 | 1. února 1923              | Princ Kryštof            |
|         | Princezna Františka Orleánská            | Frankíski   | 1902     | 1953 | 11. února 1929             | Princ Kryštof            |
|         | Princezna Alžběta Rumunská               | Elisávet    | 1894     | 1956 | 27. února 1921 rozvod 1935 | Korunní princ Jiří       |
|         | Aspasía Mánou                            | Aspasía     | 1896     | 1972 | 4. listopadu 1919          | Král Alexandr            |
|         | Princezna Frederika Hannoverská          | Freideríki  | 1917     | 1981 | 9. ledna 1938              | Dědičný princ Pavel      |
|         | Marie-Chantal Miller                     | María       | 1968     |      | 1. července 1995           | Korunní princ Pavel      |
|         | Tatiana Blatnik                          | Tatiána     | 1980     |      | 25. srpna 2010 rozvod 2024 | Princ Mikuláš            |
|         | Nina Flohr                               | Nína        | 1987     |      | 12. prosince 2020          | Princ Filip              |
|         | Chrysí Vardinogiánni                     | Chrysí      | 1981     |      | 7. února 2025              | Princ Mikuláš            |